# 西畑站
西畑站（日语：／ Nishihata eki */?）是位於千葉縣夷隅郡大多喜町庄司，夷隅鐵道的夷隅線車站。車站沿國道465號興建。
此站的冠名權由香川豐田汽車所投得，並將其冠名為「momo」。在第二次世界大戰末期至結束戰爭後之間，此站曾經暫停營業。當時的時間表中，所有列車均通過此站，即使後來有一段時間恢復停靠列車，也沒有相關的營業資訊。

## 車站構造
車站建於彎位上，現時採用簡易車站模式，不設有站房，由國道465號的十字路口或路面可以直接進入月台範圍。車站牌名以及月台欄竿上的裝飾均全出自車站旁邊的大多喜町立西小學校。

### 月台配置

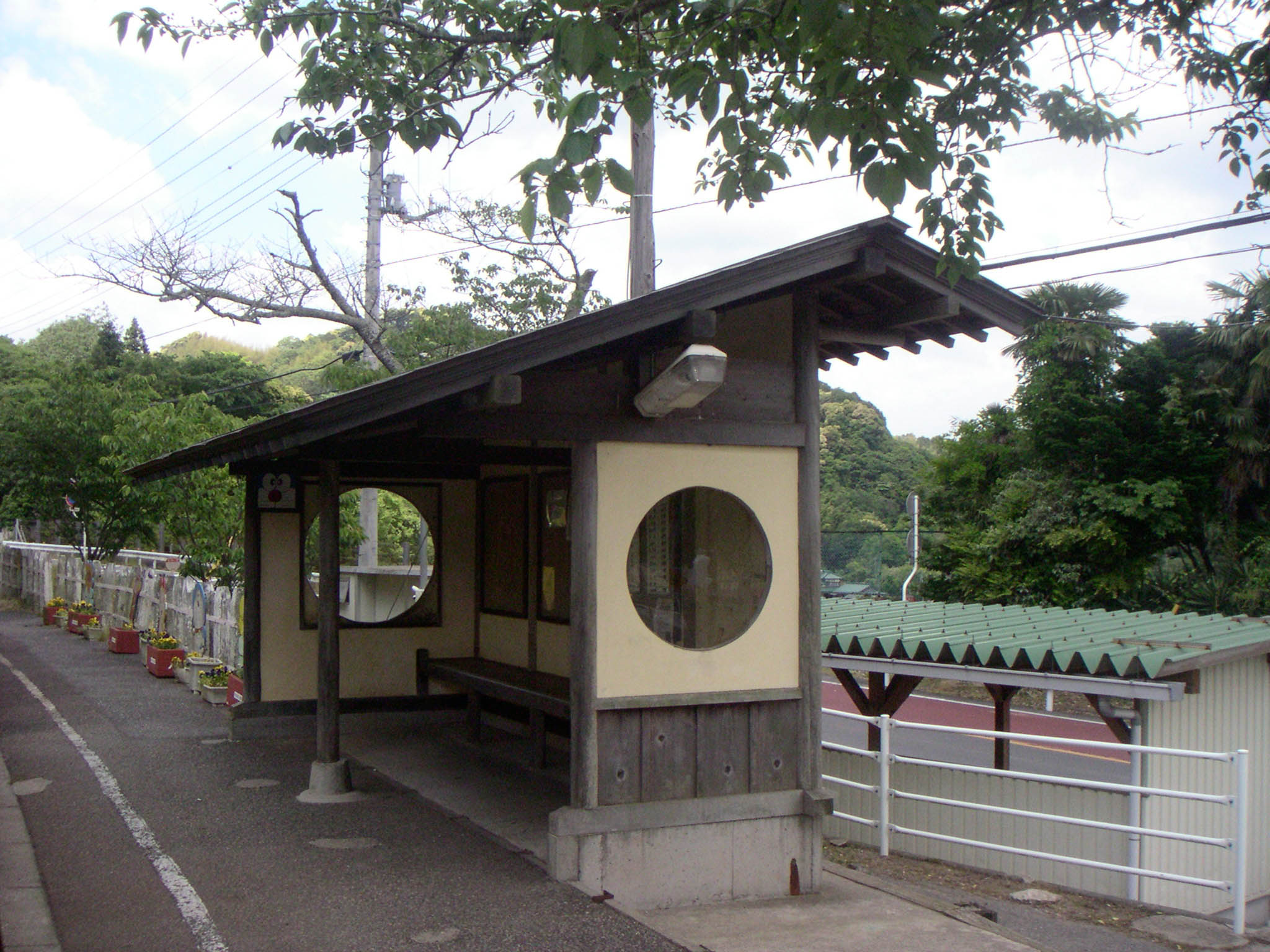
候車室（2005年5月26日）

只設有側式月台1座，長度約為65米，有效長度為3輛。為列車不可交會車站，所有駛入上總中野站的列車均會原車返回本站。月台上除了有一座以木搭成、附有水泥基座的候車亭、以及少量的花壇外，便沒有其他的配置。候車亭兩側各設有圓形的玻璃窗。月台外圍的欄竿則掛有車站旁的
列車靠站時，往上總中野方向為右側上落、往大原方向為左側上落。
| 路線    | 方向 | 目的地           |
| ------- | ---- | ---------------- |
| ■夷隅線 | 上行 | 大多喜、大原方向 |
| ■夷隅線 | 下行 | 上總中野方向     |

## 歷史
- 1937年2月1日：日本國鐵木原線車站新增車站啟用[4]。啟用當初此線上使用汽油車（日语：ガソリンカー）的班次會停靠此站，使用蒸氣機車的班次會通過此站。
- 1945年6月10日：車站暫停營業。
- 1946年6月10日：車站恢復營業。
- 1954年9月16日：無人化[5]。
- 1987年4月1日：國鐵分割民營化，車站由東日本旅客鐵道（JR東日本）營運。
- 1988年3月24日：木原線改由夷隅鐵道接管，成為夷隅鐵道夷隅線車站。
- 2024年10月4日：因發生列車脫線事件，全線運休，改以代替巴士運行[6][7]。

## 使用狀況
車站四周皆為山地，附近的居民分散而且疏落，雖然車站對出的十字路口即為大多喜町立西小學校，但亦沒太大通學的學生使用本站，近年來的使用量均只錄得單位數。
| 年度 | 一日平均 乘車人次 | 出處        |
| ---- | ----------------- | ----------- |
| 2007 | 32                | [ 統計 1 ]  |
| 2008 | 29                | [ 統計 2 ]  |
| 2009 | 19                | [ 統計 3 ]  |
| 2010 | 14                | [ 統計 4 ]  |
| 2011 | 15                | [ 統計 5 ]  |
| 2012 | 16                | [ 統計 6 ]  |
| 2013 | 14                | [ 統計 7 ]  |
| 2014 | 12                | [ 統計 8 ]  |
| 2015 | 11                | [ 統計 9 ]  |
| 2016 | 9                 | [ 統計 10 ] |
| 2017 | 6                 | [ 統計 11 ] |
| 2018 | 5                 | [ 統計 12 ] |
| 2019 | 7                 | [ 統計 13 ] |
| 2020 | 3                 | [ 統計 14 ] |
| 2021 | 4                 | [ 統計 15 ] |
| 2022 | 5                 | [ 統計 16 ] |

## 相鄰車站
夷隅鐵道
■夷隅線
總元－西畑－上總中野

### 統計資料
1. ↑  千葉縣統計年鑑（平成20年） （页面存档备份，存于）（日語）
2. ↑  千葉縣統計年鑑（平成21年） （页面存档备份，存于）（日語）
3. ↑  千葉縣統計年鑑（平成22年） （页面存档备份，存于）（日語）
4. ↑  千葉縣統計年鑑（平成23年） （页面存档备份，存于）（日語）
5. ↑  千葉縣統計年鑑（平成24年） （页面存档备份，存于）（日語）
6. ↑  千葉縣統計年鑑（平成25年） （页面存档备份，存于）（日語）
7. ↑  千葉縣統計年鑑（平成26年） （页面存档备份，存于）（日語）
8. ↑  千葉縣統計年鑑（平成27年） （页面存档备份，存于）（日語）
9. ↑  千葉縣統計年鑑（平成28年） （页面存档备份，存于）（日語）
10. ↑  千葉縣統計年鑑（平成29年） （页面存档备份，存于）（日語）
11. ↑  千葉縣統計年鑑（平成30年） （页面存档备份，存于）（日語）
12. ↑  千葉縣統計年鑑（令和元年） （页面存档备份，存于）（日語）
13. ↑  .   [2025-04-21]. （原始内容存档于2023-07-25）.
14. ↑  千葉縣統計年鑑（令和3年），11 運輸・通信—111民鉄等駅別1日平均運輸状況（2020(令和2)年度）
15. ↑  千葉縣統計年鑑（令和4年），11 運輸・通信—111民鉄等駅別1日平均運輸状況（2021(令和3)年度）
16. ↑  .   [2025-04-21]. （原始内容存档于2025-01-27）.

## 外部連結
- 夷隅鐵道西畑站（页面存档备份，存于）（日語）